# Leotíquides II
Leotíquides II (em grego:  Λεωτυχίδας; ca. 545 a.C. — 469 a.C.), filho de Menares, foi rei da cidade-Estado grega de Esparta de 491 a.C. até 469 a.C. [carece de fontes?] ano da sua deposição e morte. Pertenceu à Dinastia Euripôntida.
Ele era descendente do rei Arquídamo I, e ascendeu ao trono por causa do conflito entre seu antecessor euripôntida Demarato e o rei ágida Cleômenes I.
Leotíquides havia se tornado um inimigo de Demarato por causa de Percalos, filha de Chilon, filho de Demarmenos, que havia sido prometida a Leotíquides, mas foi tomada por Demarato como esposa.
Sua primeira guerra como rei foi, junto com Cleômenes, atacar a ilha de Égina, que não resistiu e entregou dez reféns, que foram entregues aos atenienses, então os maiores rivais de Égina.
Após a deposição de Cleômenes, Égina reclamou com Esparta do tratamento dos reféns, e os lacedemônios decidiram entregar Leotíquides como refém a Égina; mas Theasides, filho de Leoprepes, convenceu Égina da insanidade de manter um rei de Esparta como prisioneiro, e decidiram que eles e Leotíquides iriam a Atenas resgatar os reféns. Os atenienses, porém, inventaram pretextos para não entregar os reféns, e nem adiantou Leotíquides ter feito um longo discurso (preservado por Heródoto); Leotíquides voltou para Esparta., e o conflito entre Atenas e Égina redundou em guerra.
Seu filho Zeuxidamo morreu de doença quando ele ainda era rei (ca. 487 a.C.). Após a morte de Zeuxidamo, Leotíquides casou-se com Eurydame, irmã de Menios e filha de Diactorides, com quem ele teve uma filha Lampido; esta se casou com Arquídamo II, filho de Zeuxidamo.
Leotíquides participou da vitória grega na Batalha de Micale (ao mesmo tempo que o regente ágida Pausânias (general) participava da vitória em Plateias [carece de fontes?] ), mas, de volta, ao receber a missão de punir a Tessália por ter se submetido aos persas, aceitou um suborno, foi pego, e caiu em desgraça, se exilando em Tégea.
Ele foi sucedido por seu neto Arquídamo II.